# Municipio de Mackinaw (Illinois)
El municipio de Mackinaw (en inglés: Mackinaw Township) es un municipio ubicado en el condado de Tazewell en el estado estadounidense de Illinois. En el año 2010 tenía una población de 4454 habitantes y una densidad poblacional de 47,33 personas por km².

## Geografía
Según la Oficina del Censo de los Estados Unidos, el municipio tiene una superficie total de 94.11 km², de la cual 93,64 km² corresponden a tierra firme y (0,5 %) 0,47 km² es agua.

## Demografía
Según el censo de 2010, había 4454 personas residiendo en el municipio de Mackinaw. La densidad de población era de 47,33 hab./km². De los 4454 habitantes, el municipio de Mackinaw estaba compuesto por el 97,67 % blancos, el 0,58 % eran afroamericanos, el 0,07 % eran amerindios, el 0,43 % eran asiáticos, el 0,38 % eran de otras razas y el 0,88 % eran de una mezcla de razas. Del total de la población el 1,26 % eran hispanos o latinos de cualquier raza.